# Zdjęcie z krzyża (obraz Petera Paula Rubensa z 1618)
Zdjęcie z krzyża (niderl. De kruisafneming) – obraz Petera Paula Rubensa, ołtarz datowany na rok 1618.

## Temat obrazu
Tematem obrazu jest scena opisywana we wszystkich Ewangeliach (Mt 27,57-60 Mk 15,42-47 Łk 23,50-54 J 19,38-40) i wielokrotnie przedstawiana na płótnach Rubensa w różnych okresach jego twórczości. Motyw mówi o zdjęciu z krzyża zmarłego Chrystusa, na co zezwolił Poncjusz Piłat na prośbę Józefa z Arymatei, i złożenie go do grobu. Postać Józefa najczęściej przedstawiana była w bogatym stroju podtrzymująca głowę Zbawiciela. Według tradycji wśród obecnych osób był Nikodem choć o jego udziale wspomina jedynie Jan. Zazwyczaj jest przedstawiany w skromnych szatach u stóp Jezusa. Innymi obecnymi byli Maria i Jan. W późnym średniowieczu liczba osób obecnych podczas śmierci, jak i podczas zdjęcia ciała Chrystusa była ustalona i do wymienionych należała również Maria Magdalena i Maria Kleofasowa. Motyw umęczonego Chrystusa i jego kult pojawiał się na obrazach w XIII i XIV wiecznych Niderlandach, a w XV wieku scena złożenia do grobu należała już do najczęściej przedstawianych scen na nastawach ołtarzowych. Zgodnie z przyjętymi na soborze trydenckim ustaleniami, Kościół katolicki nakazywał artystom nieprzedstawianie w obrazach ukazujących Chrystusa zdejmowanego z krzyża, motywów współczesnych, zwiększanie liczby postaci (np. przez dodanie donatorów) czy wreszcie przedstawianie Marii załamanej odchodzącej od zmysłów, pełnej bólu. Sugerowano by jej postać odznaczała się siłą ducha i wiary w prawdziwą wymowę męczeństwa Jezusa.

## Proweniencja
Dzieło zostało zamówione do ołtarza kościoła kapucynów w Lirre w pobliżu Antwerpii. Wykonany obraz znajdował się tam do 1794 roku by podczas najazdu Francuzów został ukryty przez zakonników. Ponownie jego pojawienie się zostało odnotowane w kolekcji cesarzowej Józefiny w pałacu Malmaison, do której trafił jako dar miasta Brugii. W 1814 roku został zakupiony wraz z całą kolekcją do Ermitażu.

## Opis obrazu
Obraz powstał na bazie wcześniejszego dzieła o tym samym tytule z antwerpskiego ołtarza katedry Najświętszej Marii Panny powstałego w 1614 roku. Sukces obrazu spowodował napływ zamówień na podobne płótna. Dzieło z Ermitażu jest kolejną jego wersją.
Obraz został namalowany przez Rubensa i jego uczniów. Różnice warsztatowe widoczne są w postaci Chrystusa. Jego twarz i twarz starca namalowana została szybkimi dynamicznymi ruchami natomiast ciało i szaty starca, swobodnymi szerokimi pociągnięciami pędzla. Taki sposób malowania wskazuje na ucznia mistrza Antoon van Dycka. Również twarz Marii, namalowana z dużą wprawą, różni się niedopracowanej malarsko twarzy Jana, starca i Marii Magdaleny. Rubens odchodząc od tradycyjnie ujmowanego tematu skupił postacie wokół ciała Chrystusa. Powaga chwili, zalecana przez dostojników Kościoła, łączy się z dramatyzmem i dynamiką sceny. Kompozycja obrazu zbliżona jest do innego dzieła z kościoła kapucynów w Lirre. Ciało Chrystusa jest jednak jeszcze bardziej wyprostowana co nasila wrażenie ciężkości i sztywności zwłok. Z kompozycji znika poprzeczna belka na której dotychczas przewieszona była biała szata. Obserwując chronologicznie kolejne dzieła Rubensa o tej tematyce ma się wrażenie kontynuacji biblijnych wydarzeń. Postaci jest już mniej, brak pomocników zdejmujących ciało. Nacisk kompozycyjny i ikonograficzny skierowany jest na twarzy skierowanej ku górze, na którą z kolei zwrócone są oczy innych postaci i wyciągnięte wokół głowy ręce.
Do obrazu zostało wykonanych kilka rysunków przygotowawczych. Do dziś zachowały się dwa. Jeden znajduje się w kolekcji E.V. Thawa w Nowym Jorku. Drugi rysunek piórkiem znajduje się w Museum of Fine Arts w Bostonie.